# An Other Cup
An Other Cup es un álbum de estudio del cantautor británico Yusuf (conocido anteriormente como Cat Stevens), publicado el 10 de noviembre de 2006 en Alemania, el 13 de noviembre en el Reino Unido y en los Estados Unidos y el 14 de noviembre a nivel mundial. Es el primer álbum de pop del músico desde Back to Earth, que fue publicado en 1978 bajo el nombre de Cat Stevens.

## Lista de canciones
Todas escritas por Yusuf Islam, excepto donde se indique lo contrario.
1. "Midday (Avoid City After Dark)" – 4:24
2. "Heaven/Where True Love Goes" – 4:49
3. "Maybe There's a World" – 3:06
4. "One Day at a Time" – 4:54
5. "When Butterflies Leave" – 0:41
6. "In the End" – 4:02
7. "Don't Let Me Be Misunderstood" (Bennie Benjamin, Gloria Caldwell, Sol Marcus) – 3:22
8. "I Think I See the Light" – 5:34
9. "Whispers from a Spiritual Garden" – 2:04
10. "The Beloved" – 4:51
11. "Greenfields, Golden Sands" – 3:25
12. "There Is Peace" – 3:03 (Bonus track)

## Listas de éxitos
| Lista (2006)                  | Posición |
| ----------------------------- | -------- |
| Austria (Ö3 Austria)          | 2        |
| Bélgica (Ultratop flamenca)   | 99       |
| Países Bajos (Album Top 100)  | 69       |
| Francia (SNEP)                | 81       |
| Italia (FIMI)                 | 22       |
| Noruega (VG-lista)            | 17       |
| Suecia (Sverigetopplistan)    | 16       |
| Suiza (Schweizer Hitparade)   | 14       |
| Reino Unido (UK Albums Chart) | 20       |